# Wydział Geografii i Studiów Regionalnych Uniwersytetu Warszawskiego
Wydział Geografii i Studiów Regionalnych – wydział Uniwersytetu Warszawskiego. 
Znajduje się na terenie głównego kampusu w pałacu Uruskich-Czetwertyńskich przy Krakowskim Przedmieściu. Utworzony został w 1977 roku. Na Wydziale pracuje 95 nauczycieli akademickich, w tym: 33 samodzielnych pracowników naukowych, 37 adiunktów, 17 wykładowców, 8 asystentów. Kadrę naukową uzupełnia 65 pracowników naukowo-technicznych, bibliotecznych, redakcyjnych, administracyjnych i obsługi.
Na Wydziale prowadzone są studia na dwóch kierunkach – geografia oraz gospodarka przestrzenna. Studia prowadzone są w systemie dziennym oraz zaocznym zarówno na I poziomie (studia licencjackie) jak i na II poziomie (studia magisterskie). Prowadzone są również studia doktoranckie oraz studia podyplomowe.

## Historia[2]
Początki wydziału sięgają 1 kwietnia 1918 roku, kiedy to na Wydziale Filozoficznym został utworzony Zakład Geograficzny zajmujący się geografią fizyczną, chociaż faktycznie zajęcia z geografii dla studentów Wydziału prowadzone były już w roku akademickim 1916/1917. W roku 1938 powołany został na Wydziale Humanistycznym Zakład Antropogeografii zajmujący się geografią społeczną. W czasie wojny działalność obu zakładów została zawieszona, lecz zajęcia były prowadzone w ramach tajnego uniwersytetu. Zakład Geograficzny wznowił działalność w 1945, a Zakład Antropogeografii w 1947.
W 1951 oba zakłady zostały zlikwidowane, a w zamian powstał, w ramach Wydziału Biologii i Nauk o Ziemi, Instytut Geograficzny składający się z pięciu katedr (Geografii Fizycznej, Geografii Ekonomicznej, Geografii Regionalnej, Kartografii (pierwsza w Polsce), Klimatologii) i jednej pracowni (Metodyki Nauczania Geografii). Siedzibą Instytutu został Pałac Uruskich. W 1969 Instytut wydzielono z Wydziału Biologii i Nauk o Ziemi w samodzielną jednostkę uniwersytecką, jednocześnie wszystkie dotychczasowe jednostki (katedry i pracownię) przekształcono w zakłady wydzielając dwa nowe zakłady (Geomorfologii i Hydrografii – do 1969 były to pracownie Katedry Geografii Fizycznej).
W 1977 Instytut Geograficzny został połączony z, powstałym w 1962, Instytutem Afrykanistycznym w Wydział Geografii i Studiów Regionalnych. Wydział składał się z trzech instytutów (Instytut Nauk Fizycznogeograficznych, Instytut Geografii Społeczno-Ekonomicznej i Regionalnej oraz Instytut Geografii Krajów Rozwijających się), jednej katedry (Kartografii), jednego zakładu (Zakład Dydaktyki Geografii) oraz stacji terenowej w Murzynowie koło Płocka (obecnie Mazowiecki Ośrodek Geograficzny). W 1985 powstał czwarty instytut – Instytut Gospodarki Przestrzennej, który w 1991 przekształcił się w samodzielną jednostkę uniwersytecką – Europejski Instytut Rozwoju Regionalnego i Lokalnego – EUROREG. W 1992 powstała Pracownia Edukacji Komputerowej, a w 1994 Zakład Teledetekcji Środowiska. W 2006 roku wprowadzono nowy podział na jednostki.

## Struktura[3]
- Katedra Geografii Fizycznej, kierownik: dr hab. Maciej Dąbski, prof. UW
  - Zakład Geoekologii
  - Zakład Geomorfologii
  - Zakład Hydrologii
  - Zakład Klimatologii
  - Laboratorium Analiz Środowiskowych
- Katedra Geografii Miast i Planowania Przestrzennego, kierownik: dr hab. Wojciech Dziemianowicz, prof. UW
  - Pracownia Miejska
- Katedra Geografii Turystyki i Rekreacji, kierownik: prof. dr hab. Andrzej Kowalczyk
- Katedra Rozwoju i Polityki Lokalnej, kierownik: prof. dr hab. Marta Lackowska, prof. UW
- Katedra Geografii Regionalnej i Politycznej, kierownik: dr hab. Tomasz Wites, prof. UW
  - Zakład Geografii Regionalnej Świata
  - Pracownia Geografii Politycznej
  - Pracownia Edukacji Geograficznej
- Katedra Geomatyki i Systemów Informacyjnych, p.o. kierownika: dr inż. Izabela Karsznia
  - Zakład Geoinformatyki, Kartografii i Teledetekcji
  - Pracownia Systemów Informacji Przestrzennej, kierownik: dr hab. Piotr Werner, prof. UW
- Mazowiecki Ośrodek Geograficzny, kierownik: mgr Jerzy Lechnio
- Biblioteka i Wydawnictwa, kierownik: mgr Ewa Pluta
- Administracja Wydziału
- Obsługa

Jednostki istniejące w przeszłości:
- Instytut Geografii Społeczno-Ekonomicznej i Gospodarki Przestrzennej
- Instytut Studiów Regionalnych i Globalnych
- Katedra/Zakład Kartografii

## Władze

### Kierownicy przed utworzeniem wydziału
- 1920–1939: Stanisław Lencewicz (kierownik Zakładu Geograficznego)
- 1938–1939: Bogdan Zaborski (kierownik Zakładu Antropogeografii)
- 1945–1951: Stefan Zbigniew Różycki (kierownik Zakładu Geograficznego)
- 1947–1951: Stanisław Leszczycki (kierownik Zakładu Antropogeografii)
- 1951–1970: Stanisław Leszczycki (dyrektor Instytutu Geograficznego)
- 1970–1977: Jerzy Kondracki (dyrektor Instytutu Geograficznego)

### Dziekani Wydziału Geografii i Studiów Regionalnych
- 1977–1981: Zdzisław Mikulski
- 1981–1984: Bolesław Dumanowski
- 1984–1990: Andrzej Richling
- 1990–1993: Urszula Soczyńska
- 1993–1999: Andrzej Richling
- 1999–2002: Maria Skoczek
- 2002–2008: Andrzej Richling
- 2008–2016: Andrzej Lisowski
- od 2016: Maciej Jędrusik

### Obecne władze
Kadencja 2024–2028:
- Dziekan – prof. dr hab. Maciej Jędrusik
- Prodziekan ds. osobowych – dr hab. Irena Tsermegas, prof. ucz.
- Prodziekan ds. współpracy i rozwoju – dr Sylwia Dudek-Mańkowska
- Prodziekan ds. studenckich – dr Jolanta Korycka-Skorupa

## Publikacje wydziałowe
Na Wydziale Geografii i Studiów Regionalnych wydawane są następujące wydawnictwa naukowe i popularnonaukowe:
- Africana Bulletin, w latach 1962–2010
- Prace i Studia Geograficzne, od 1964 (w latach 1964–1978 jako Prace i Studia Instytutu Geografii)
- Afryka, Azja, Ameryka Łacińska: studia i materiały, w latach 1965–2008 (w latach 1965–1978 jako Przegląd Informacji o Afryce)
- Polski Przegląd Kartograficzny, od 1969
- Atlas współzależności parametrów meteorologicznych i geograficznych w Polsce, od 1974
- Miscellanea Geographica, od 1984
- Actas Latinoamericanas de Varsovia, w latach 1984–2009[5]
- Dialogi o Trzecim Świecie, w latach 1984–1990
- Geozeta, w latach 1997–2002
- Asia & Pacific Studies, w latach 2004–2010[6]